# Бета-тест (Чорне дзеркало)
«Бета-тест», другий епізод третього сезону телесеріалу Чорне дзеркало. Головні ролі виконали Ваятт Расселл та Ганна Джон-Кеймен. Сценарій написав творець серіалу Чарлі Брукер, режисером виступив Ден Трахтенберг. Прем'єра відбулася на каналі Netflix 21 жовтня 2016.

## Сюжет
Купер (Ваятт Расселл) залишає дім, щоб подорожувати. Він ігнорує дзвінки своєї матері, бо не може говорити з нею після того, як його батько помер від хвороби Альцгеймера. У Лондоні Купер зустрічає журналістку Соню (Ганна Джон-Кеймен), із якою проводить ніч. Наступного дня він з'ясовує, що гроші з його кредитки викрали і він лишився без грошей на зворотню подорож. Він повертається до Соні та показує їй додаток «Шабашка», у якому знаходить роботу, запропоновану розробником відеоігор — компанією SaitoGemu.
Працівниця компанії Кеті (Вунмі Мосаку) відводить Купера до білої кімнати, аби протестувати нову технологію. Попри те що вона попросила Купера вимкнути телефон з міркувань безпеки, він вмикає його, щоб відправити Соні світлину технології, коли Кеті ненадовго виходить із кімнати. Коли вона повертається, то встромляє невеличкий пристрій у потилицю Купера. Під час налаштування пристрою Куперові телефонує його мати, проте Кеті відхиляє виклик. Купер грає у гру Whack-a-Mole, модифіковану під 3D-графіку, після чого його запрошують взяти участь у бета-тесті іншої технології. Кеті знайомить Купера із власником компанії Шу (Кен Ямамура). Той презентує Куперу технологію, яка аналізує мозок людини, аби з'ясувати, чого вона боїться. Кеті відвозить Купера до маєтку та залишає його на самоті, давши йому навушник для комунікації з нею. Після того як Купер наштовхнувся на декількох страховиськ, створених технологією в його уяві, він помічає, що навушник більше не працює.
Зненацька до маєтку приїжджає Соня та намагається переконати Купера, що ця гра небезпечна. Спочатку він думає, що вона — чергова голограма, але невдовзі вона б'є його ножем. Купер убиває її, сам деякий час відчуває біль від поранень, але незабаром ніж та рани зникають, разом з ними зникає і Соня. Кеті відновлює зв'язок, повідомляючи Куперу, що він має піти до «точки доступу», якщо хоче припинити участь у тесті. Купер виконує її вказівки, проте Кеті каже, що жодної точки доступу не існує. Вона починає ставити йому загальні запитання, і він усвідомлює, що починає втрачати спогади. Купер відчайдушно намагається вирізати пристрій з голови уламком розбитого ним дзеркала, у кімнаті з'являються Кеті та Шу, які кажуть, що технологія зайшла занадто далеко у його мозок і не може бути видалена.
Купер прокидається у тій самій кімнаті, де Кеті та Шу розпочали експеримент. Вони повідомляють йому, що тест тривав усього 1 секунду. Шу перепрошує за страхи, які довелось пережити Куперу, заявивши, що гра не повинна заходити так далеко. Купер повертається додому до матері, яка не впізнає його та починає набирати його номер на своєму телефоні. Після цього з'ясовується, що насправді Купер досі у білій кімнаті і помирає через те, що телефонний дзвінок вплинув на тест. Експеримент тривав 0,04 секунди, перед смертю Купер кричить «Мама». Кеті робить запис про інцидент у робочий журнал.

## Виробництво
Ганна Джон-Кеймен виконує роль Соні у цьому епізоді, хоча уже знімалася раніше у цьому серіалі: вона виконала другорядну роль в епізоді першого сезону П'ятнадцять мільйонів нагород. В інтерв'ю у жовтні 2016 Чарлі Брукер заявив, що спочатку планувалося, що в цьому епізоді на радіо звучатиме пісня, яку героїня Джон-Кеймен виконувала в епізоді «П'ятнадцять мільйонів нагород», проте їм не вдалося це зробити через проблеми із авторськими правами.
Додаткового повороту сюжету в кінці епізоду не було у початковому сценарії, але Брукер додав його після розмов із Трахтенбергом. Також він визнав, що цей поворот частково був навіяний статтею Меллорі Ортберґа. Трахтенберг також заявив, що обрання Ваятта Расселла на роль Купера змусила його трохи пом'якшити характер персонажа, щоб глядачі «вболівали за нього, щоб винести урок». Крім цього, Брукер запевнив, що цей епізод має багато великодніх яєць — посилань на ігри BioShock, Indiana Jones and the Temple of Doom, та Resident Evil.

## Критика
Адам Чітвуд з видання Collider назвав епізод одним із найяскравіших у сезоні та назвав його таким, який «щиро жахає».